# ريتشارد جي. غوردون
ريتشارد جي. غوردون هو صحفي وسياسي فلبيني، ولد في 5 أغسطس 1945 في Castillejos ‏ في الفلبين. نشط حزبياً في United Nationalist Alliance ‏. وقد انتخب عضو مجلس الشيوخ الفلبيني ‏ خلال فترته النيابية ‏ (30 يونيو 2016 – ) وانتخب عضو مجلس الشيوخ الفلبيني ‏ (30 يونيو 2004 – 30 يونيو 2010) وانتخب Secretary of Tourism (Philippines) ‏.